# Media naranja (canción)
«Media naranja» es una canción de la cantautora mexicana Fey, publicada como primer sencillo de su álbum debut Fey, el 22 de marzo de 1995. Fue escrita por Fredi Marugán y José Ramón Flórez. Posee estilos musicales como el bubblegum pop y el dance.    
Con este sencillo Fey se dio a conocer en Latinoamérica. La canción lideró las listas semanales del continente en países como Argentina, Brasil, Chile, Colombia, Perú y México. En 2012, Fey regrabó «Media naranja» para su álbum en vivo Primera fila.

## Antecedentes
El compositor José Ramón Flórez conoció a Fey gracias a Noemi Gil (tía de Fey). Cuando ambos (Fey y Flórez) entablaron conversación la cantante le explicó a Flórez que buscaba un estilo musical diferente a los cantantes contemporáneos de la época. Flórez le presenta la canción y Fey graba un demo en versión balada. Posteriormente se grabó la versión pop dance que actualmente se conoce. 
La canción «Me enamoro de ti» iba a ser lanzada como primer sencillo pero se optó por «Media naranja» gracias a su nuevo estilo musical.

## Video musical
El video musical fue dirigido por Rubén Galindo y fue estrenado a mediados de 1995. La trama del video sucede en una supuesta habitación donde tres amigas platican y juegan. Una de ellas (Fey) es llamada por teléfono e invitada a salir por lo que las chicas le ayudan a escoger ropa para vestirse. Las tres muchachas combinan diferentes prendas y hacen imaginar a Fey su supuesto encuentro. En ese momento son descubiertas por la pareja de Fey quien se la lleva en un Volkswagen Tipo 1. Al regresar de la cita Fey encuentra a sus amigas dormidas y estas despiertan inmediatamente para jugar aventándose muñecos. 
El video se caracteriza por tener un fondo blanco, una gran pelota naranja, cubos y cilindros. También se incluyen escenas donde Fey interpreta la canción junto con una secuencia de coreografía, misma que se popularizó ampliamente entre la juventud. La coreografía está estructurada por unos ligeros movimientos de manos, aludiendo partir con estas una naranja. Dicha coreografía ganó su nominación a los "Premios ERES" en 1995.

## Logro comercial
«Media naranja» llegó al número uno en la mayoría de países de Latinoamérica. En México la canción se posicionó uno y permanece en el Top 10 por cuarenta semanas. A fin de año «Media naranja» se coloca en el puesto 49 del listado "Top Ten (Top 50 singles)" del canal musical Telehit.
En Centroamérica «Media naranja» llegó al uno en Costa Rica y alcanza como máxima posición la 5 en Cuba. En Sudamérica la canción lidera las lista de Argentina, Bolivia, Chile, Colombia y Perú, mientras que en Paraguay y Venezuela se posiciona dentro del Top 5 de ambos países. «Media naranja» también alcanzó el primer puesto en Brasil e ingresa al Top 5 de España.
En el año 2008 el canal VH1 Latinoamérica (VH1 Norte) ubicó a  «Media naranja» en el puesto 91 de Las 100 grandiosas canciones de los 90s en español. 
La marca de refrescos Fanta realizó un comercial con Fey en 1996 y en el 2005 la tienda Coppel Canadá uso el tema para un comercial donde la propia Fey salió bailando en este promocionando zapatos.
Forma parte del musical Verdad o reto basado en canciones de los 90'.

## Presentaciones en directo
Fey debutó en el programa dominical Siempre en domingo. En este programa Fey canto «Media naranja» y recibió del conductor Raúl Velasco "la patadita de la buena suerte". Ese año (1995) Fey viajó a Brasil y canto el tema en el programa Sabadão. Fue entrevistada y esta saludó al público en portugués.  
En 1996 Fey se presentó en el XXXVII Festival de Viña del Mar. Canto «Media naranja» acompañada de su ballet. Al finalizar el presentador Antonio Vodanovic le pidió a Fey que le enseñara la coreografía de la canción. 
«Media naranja» ha sido añadida al repertorio de las giras Tierna la noche (1997), Tour de los sueños (1999), Sweet Temptation Tour (2009) y Todo lo que soy (2013).

## Versiones
En una segunda edición del álbum debut de Fey se incluyen dos nuevos temas. Uno de estos es una versión trance de «Media naranja».
En junio del 2012, Fey regraba la canción para su disco en vivo Primera fila. Nuevos arreglos musicales muestran la evolución de la canción, tomando un aire roquero. Para la promoción de su disco, Fey se presenta en el programa de la cantante Yuri y ambas cantaron el tema a dúo. En el tour Todo lo que soy (2013) se reproducen imágenes donde Fey baila el tema vestida con pantalones a cuadros, chamarras a la cintura y donas en las muñecas, mientras Fey en el escenario canta la canción. 

En el 2015, la canción fue versionada por el cast del musical Verdad o Reto, un musical basado en las canciones mas emblemáticas de los 90. Otras canciones de Fey fueron versionadas en la obra.

En el 2013 la banda Dávila 666 hicieron un cover de la canción como parte del proyecto "Cali Ruta" que busca impulsar el talento latinoamericano en Estados Unidos.
En el 2017, dentro del proyecto que reúne a los grandes de los 90, Fey en conjunto con las chicas de OV7, Caló, JNS y Litzy hacen una nueva versión del tema. El tema es incluido en el CD/DVD. En el segundo bloque de la gira, Irán Castillo se une a la canción sin embargo esta versión no es incluida en el segundo DVD.
En la película del 2022 “El Norte sobre el vacío”, que retrata el caso real de una resistencia a la violencia generada por el crimen organizado, la canción es cantada con ukelele por parte de las dos protagonistas del filme. La película ganaría el premio Ariel a la mejor película de ese año.
En el 2024, la canción fue utilizada en uno de los capítulos de la serie ¿Quién lo mató?, ambientada en los 90 sobre el asesinato del comediante Francisco Stanley.

## Formatos
| México - Sencillo en CD |                                             |          |  |
| N.º                     | Título                                      | Duración |  |
| 1.                      | ««Media naranja» de Fey» (Marugán - Flórez) | 3:41     |  |

| «Media naranja» Remixes (1995) |                                 |          |  |
| N.º                            | Título                          | Duración |  |
| 1.                             | «Media naranja» (Radio mix)     | 4:20     |  |
| 2.                             | «Media naranja» (Trance club)   | 6:02     |  |
| 3.                             | «Media naranja» (Ed mix)        | 4:20     |  |
| 4.                             | «Media naranja» (Album version) | 3:44     |  |

## Posición en listas (1995)

### Semanales
| País       | Posición |
| ---------- | -------- |
| Argentina  | 1        |
| Bolivia    | 1        |
| Brasil     | 1        |
| Colombia   | 1        |
| Chile      | 1        |
| Costa Rica | 1        |
| Cuba       | 5        |
| España     | 4        |
| México     | 1        |
| Paraguay   | 5        |
| Perú       | 1        |
| Venezuela  | 4        |

| Lista (1995)                            | Mayor posición |
| --------------------------------------- | -------------- |
| México Telehit Top Ten (Top 50 singles) | 49             |

| Lista (1990–2000)  | Posición |
| ------------------ | -------- |
| México (VH1 Norte) | 91       |

## Premios
| Año  | Ceremonia de premiación | Premio              | Resultado | Ref.  |
| ---- | ----------------------- | ------------------- | --------- | ----- |
| 1995 | Premios ERES            | Mejor tema bailable | Ganador   | [ 8 ] |

## Créditos
- Fey - Vocalista y coros.
- Fredi Marugán - Escritor.
- José Ramón Flórez - Escritor y productor.

Fuente : Allmusic